# Sandanski (huyện)
Sandanski là một huyện thuộc tỉnh Blagoevgrad, Bungaria. Dân số thời điểm năm 2001 là 43109 người.